# Вен Хао
Вен Хао (кит.: 翁浩, Weng Hao, нар. 21 березня 1998, Гуансі-Чжуанський автономний район) — китайський гімнаст, срібний призер чемпіонату світу.

## Спортивна кар'єра
Почав заняття спортивною гімнастикою в шестирічному віці для покращення фізичних кондицій.

#### 2018-2021
Відбір на Олімпійські ігри 2020 у Токіо, Японія, здійснював через серію етапів кубка світу, де після восьми етапів здобув перемогу з 90 балами у вправі на коні. Однак через програш співвітчизнику Ю Хао тайбейку по показнику середнього місця на етапах не отримав особисту олімпійську ліцензію на ігри в Токіо, Японія.
На чемпіонаті світу в Кітакюсю, Японія, виборов срібну нагороду на коні.

## Результати на турнірах
| Рік  | Змагання              | КБ | ІБ | Вільні вправи | Кінь | Кільця | Опорний стрибок | Паралельні бруси | Перекладина |
| ---- | --------------------- | -- | -- | ------------- | ---- | ------ | --------------- | ---------------- | ----------- |
| 2017 | Чемпіонат світу       |    |    |               | 6    |        |                 |                  |             |
| 2018 | Кубок світу. Котбус   |    |    |               | 2    |        |                 |                  |             |
| 2019 | Кубок світу. Мельбурн |    |    |               | 2    |        |                 |                  |             |
| 2019 | Кубок світу. Баку     |    |    |               | 3    |        |                 |                  |             |
| 2019 | Кубок світу. Доха     |    |    |               | 28   |        |                 |                  |             |
| 2019 | Кубок світу. Котбус   |    |    |               | 1    |        |                 |                  |             |
| 2020 | Кубок світу. Баку     |    |    |               | 1    |        |                 |                  |             |
| 2020 | Чемпіонат Китаю       | 1  |    |               |      |        |                 |                  |             |
| 2021 | Чемпіонат Китаю       | 1  |    |               | 1    |        |                 |                  |             |
| 2021 | Чемпіонат світу       |    |    |               | 2    |        |                 |                  |             |